# 골빈 사나이
《골빈 사나이》(영어: Far Out Man)는 미국에서 제작된 1990년 코미디 영화이다. 토미 총이 연출, 각본, 주연을 맡았으며, 리사 M. 핸슨 등이 제작에 참여하였다.

## 출연진
- 토미 총
- C. 토머스 하월
- 레이 돈 총
- 셸비 총
- 패리스 총
- 마틴 멀
- 보비 테일러
- 러날도 레이
- 페기 매킨태거트
- 앨 맨시니
- 저드 넬슨
- 치치 매린
- 마이클 윈즐로
- 리사 M. 핸슨
- 헨리 킨지
- 레이 앨런
- 폴 바텔
- 폴 허츠버그
- 로비 총

## 기타 제작진
- 공동 제작: 하워드 브라운
- 협력 제작: 에릭 워스터
- 세트: T.K. 커크패트릭
- 의상: 데니스 마이클 밴즈머, 제임스 구티에레즈